# Richard Fletcher-Vane, 2. Baron Inglewood

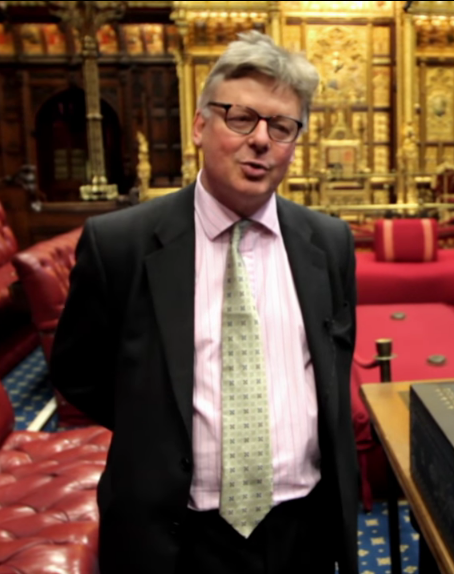
Richard Fletcher-Vane, 2. Baron Inglewood

William Richard Fletcher-Vane, 2. Baron Inglewood (* 31. Juli 1951 in Carlisle) ist ein britischer Peer und Politiker der Conservative Party. Er ist seit 1989 Mitglied des House of Lords und war von 1989 bis 1994 und von 1999 bis 2004 Mitglied des Europäischen Parlaments.
Inglewood ist der älteste Sohn des ehemaligen konservativen Unterhausabgeordneten William Fletcher-Vane, 1. Baron Inglewood und seiner Frau Mary Proby. Er studierte am Eton College sowie am Trinity College in Cambridge und erhielt 1975 seine Zulassung als Barrister bei der Lincoln’s Inn. Seit 1986 ist er mit Cressida Pemberton-Pigott verheiratet, mit ihr hat er einen Sohn und zwei Töchter.
Bei den Unterhauswahlen 1983 trat er als Kandidat der Konservativen im traditionell von der Labour Party dominierten Wahlkreis Houghton and Washington East an, wo er mit 24 % der Stimmen als Dritter abschloss.
Bei der Europawahl 1984 trat er erfolglos im Wahlkreis Durham an, bei der Europawahl 1989 wurde er im Wahlkreis Cumbria und Lancashire North ins Europäische Parlament gewählt. Er verlor seinen Sitz bei der Europawahl 1994, wurde aber 1999 erneut gewählt, diesmal im Wahlkreis North West England. Zur Europawahl 2004 trat er nicht mehr an.
1989 erbte er von seinem Vater dessen Adelstitel einschließlich des damit verbundenen Sitzes im House of Lords. Als er im selben Jahr erstmals ins Europäische Parlament gewählt wurde, behielt er parallel auch seinen Sitz im House of Lords. 1994 bis 1995 fungierte er dort als Whip, anschließend war er Junior Minister im Ministerium für die Pflege von Denkmälern und historischen Bauwerken (Department for National Heritage). Er blieb in diesem Amt, bis die Konservativen 1997 die Unterhauswahlen verloren. Seit 1993 ist er Deputy Lieutenant von Cumbria. Mit der Verabschiedung des House of Lords Act 1999 verlor er zusammen mit allen anderen Erbpeers (Hereditary Peers) den automatischen Sitz im House of Lords. Er wurde jedoch als einer der 92 gewählten Erbpeers, die nach der Reform im House verblieben, gewählt.